# Praški Mali Isus
Praški Mali Isus (češki: Pražské Jezulátko, španjolski: Niño Jesús de la Praga) je drveni kip Djeteta Isusa iz 16. stoljeća, koji se nalazi u karmelićanskoj crkvi Gospe od Pobjede u Pragu u Češkoj. Pobožna legenda tvrdi da je kip nekada pripadao svetoj Tereziji Avilskoj i da navodno ima čudesne moći, posebno za trudnice.
Kip je nastao na temelju prethodnih sličnih kipova Djeteta Isusa, od kojih su najistaknutiji "Santo Bambino od Aracoelija" u Rimu, "Santo Niño de Atocha" u Španjolskoj, "Djetešce Isus iz Mechelena" (1500.) u Bruxellesu, Sveto Dijete Cebúa (1521,) na Filipinima, i novijih poput Svetog Djeteta od zdravlja (iz Meksika 1939.), te "Divino Niño" (iz Kolumbije, 1940.).
Kip Praškoga Maloga Isus potaknuo je papu Lava XIII. da pokrene Bratovštinu Praškoga Maloga Isusa 1896. godine. Dana, 30. ožujka 1913., papa Pio X. dodatno je organizirao djelovanje Bratovštine Praškoga Maloga Isusa. Papa Pio XI. stavio je krunu na kip 27. rujna 1924, a papa Benedikt XVI. je postavio novu krunu, kao i novo krzno od hermelina tijekom svog apostolskog posjeta Češkoj u rujnu 2009. godine.
Kad su sestre uršulinke 1703. došle iz Bratislave u Varaždin, sa sobom su ponijele vrlo lijepi kip čudotvornog Praškog Malog Isusa. U početku štovanje je bilo pridržano samo za sestre, a kasnije su ga stavile u crkvu i za vjernike. Ima i zapisanih čudesnih uslišanja kao i zavjetnih darova. Sestre uršulinke su zavjet zadržale i sve do danas te svakog 25. u mjesecu imaju procesiju s Malim Isusom i mole krunicu Djeteta Isusa.